# Nanyudian
Nanyudian (kinesiska: 南余店, 南余店乡) är en socken i Kina. Den ligger i provinsen Henan, i den centrala delen av landet, omkring 230 kilometer söder om provinshuvudstaden Zhengzhou. Antalet invånare är 20 671. Befolkningen består av 9 986 kvinnor och 10 685 män. Barn under 15 år utgör 23,0 %, vuxna 15-64 år 68 %, och äldre över 65 år 8,0 %.
Genomsnittlig årsnederbörd är 1 147 millimeter. Den regnigaste månaden är augusti, med i genomsnitt 232 mm nederbörd, och den torraste är januari, med 18 mm nederbörd.